# تلیاراتین
تلیاراتین (به روسی: Тляратинский район) شهرستانی است در جمهوری داغستان روسیه. تلیاراتین پیش از این که به عنوان شهرستان تأسیس شود آنچوخ و کاپوچین نام داشت. مرکز این شهرستان دهکدهٔ تلیاراتا است. این شهرستان دارای ۱۸ بخش است و در تاریخ ۲۸ مارس ۱۹۲۶ تأسیس گردید. فرماندار این شهرستان محمد جوادخانویچ علیخانف است.